# Ronald Virag
Ronald Virag, nascido em 7 de dezembro de 1938 em Metz é cirurgião cardiovascular e andrologista francês. E o inventor de um tratamento médico contra a impotência sexual.

## Biografia
Nasceu em Metz em 1938, de pais de origem húngara, naturalizados franceses antes de seu nascimento. Seu pai é um antigo jogador de futebol profissional, conhecido como Edmond Weiskopf (1911-1996). Após seus estudos primários e secundários na Ecole des Roches e no Lycée Janson de Sailly, em Paris, ele entra na faculdade de Ciências, em seguida de Medicina de Paris. É admitido nos Hospitais de Paris como médico externo e, depois, interno. Em seguida, é nomeado Chefe de Clínica na faculdade e se especializa em cirurgia cardiovascular. Cria muitas unidades de cirurgia cardiovascular em estabelecimentos privados antes de se interessar pela impotência sexual de origem vascular, para a qual desenvolve técnicas de exploração específicas e concebe diversas intervenções cirúrgicas originais – tais como a arterialização da veia dorsal do pênis, que leva seu nome. Em 1982 descobre por acaso que é possível provocar uma ereção durável utilizando diretamente no pênis um vasodilatador, a papaverina. Desenvolve, então, a técnica das injeções intracavernosa utilizadas no mundo inteiro desde 1983. Torna-se médico consultor na Harvard Medical School. Ensina, igualmente, em diferentes estruturas de formação médica e em Sociedades Científicas francesas e estrangeiras. É membro titular da Academia Nacional de Cirurgia.

## Disfunção erétil
Até o primeiro terço do século XX, a medicina se interessou muito pouco pelo tratamento das dificuldades de ereção.  Quando o urologista era consultado, recebia os infelizes “impotentes” entre duas infecções urinárias, lhes prescrevia um tratamento com hormônios masculinos que, com frequência, era logo interrompido, depois os encaminhava ao psiquiatra. Para muitos, sob influência de Freud, os problemas de sexualidade estavam relacionados apenas a neuroses. Entretanto, desde os século XVI, através dos anatomistas italianos (Varolio, Leonardo da Vinci) sabia-se que a ereção era um fenômeno vascular. Foi preciso esperar até os anos 70 para que alguns pioneiros (como o cirurgião tcheco Vaclav Michal) desenvolvessem técnicas cirúrgicas e médicas para devolver o vigor aos « impotentes». Entre esse pioneiros, Ronald Virag, ainda um jovem chefe de clínica no hospital Broussais, se interessou pelas complicações de impotência de que sofriam os pacientes afetados pela síndrome de Leriche (obstrução da parte inferior da aorta que ocasiona, ao mesmo tempo, problemas motores e impossibilidade de ereção). Tratavam bem de suas pernas, mas não de seus pênis. Impulsionado pelo sofrimento desses pacientes, o jovem pesquisador vai, a partir de então, se apaixonar por esse problema e dedicar-lhe o essencial de sua vida profissional. Um pequeno grupo internacional será formado, associando os europeus (cujo eixo era a fisiologia) e os americanos (que desenvolveram as técnicas de implante peniano). Esse grupo fundará uma sociedade científica que se tornou, atualmente, a International Society for Sexual Medicine(ISSM).

## Mini injeção intracavernosa
A injeção intracavernosa de papaverina constituiu o ponto de virada na história do tratamento das disfunções sexuais e no tratamento de um mal que afeta milhões de homens. Antigo chefe de clínica, na época em um dos serviços de cirurgia cardiovascular mais conhecidos da Europa, Ronald Virag já havia estabelecido uma intervenção visando melhorar a circulação sanguínea no pênis. Sua intervenção chamada « arterialização da veia dorsal » é conhecida nos Estados Unidos sob o nome de « Virag’s procedure». É em 1981, na ocasião de uma intervenção cirúrgica em um pênis que ele descobre que um antigo medicamento extraído da papoula (e utilizado desde o fim do século XIX para dilatar os vasos sanguíneos) pode provocar a ereção quando injetado no pênis. Após um ano de observação dos efeitos da papaverina nos voluntários, dentre os quais o próprio Virag, a descoberta é publicada no famoso jornal « Lancet ». Desde então nada mais será igual, nem no tratamento (já que, rapidamente, milhares de pacientes poderão se beneficiar dele), nem na pesquisa (já que a injeção intracavernosa será a partir daí a referência e o modo de provocar a ereção quando for preciso estudá-la). Desde então a técnica foi aperfeiçoada, por um lado para o conforto dos pacientes que podem usar um injetor automático, por outro, para a eficácia através do desenvolvimento de coquetéis de medicamentos ainda mais eficazes. Hoje em dia “mais de dez anos após o aparecimento do Viagra©, a mini injeção intracavernosa continua sendo o tratamento médico da disfunção erétil mais eficaz e o mais confiável»

## Viagra e Virag
Quando o laboratório americano Pfizer se dá conta de que uma molécula testada contra a insuficiência cardíaca tem efeitos positivos sobre a ereção, Ronald Virag é imediatamente consultado para uma primeira avaliação que decidirá começar a pesquisa sobre o assunto. Ele conduzirá, em seguida, com um colega norueguês, o primeiro estudo clínico europeu prévio à comercialização do medicamento. « Viagra », nome do pequeno losango azul que apresenta estranhas semelhanças com o nome do cirurgião francês, suscitará muitas interrogações. Em 1999, ele faz parte do grupo de trabalho sobre tratamentos da impotência constituído pelo Secretário de estado da Saúde B. Kouchner, a pedido do Diretor Geral da Saúde, Joël Ménard. É consultado no mesmo ano pelo Comité Consultatif National d’Ethique.

## Prêmios e distinções
Em 1985, a sociedade americana de urologia lhe confere o prêmio John Lattimer (feito único para um médico não especializado em urologia e não americano) recompensando uma descoberta que mudou o curso dessa especialidade.  A instituição, em seguida, destacou sua descoberta sobre os efeitos da injeção intracavernosa como uma das mais importantes do século na área da urologia e andrologia. Em 1997, foi homenageado pela Sociedade Europeia de Medicina Sexual pelo conjunto de sua obra. Sociedades médicas brasileiras, portuguesas, espanholas e gregas o homenagearam igualmente. Foi eleito membro associado, depois membro titular, da Académie Nationale de Chirurgie (2012).